# Kennwort... Reiher
Pour plus de détails, voir Fiche technique et Distribution.
Kennwort… Reiher (littéralement « mot de passe… héron ») est un film allemand réalisé par Rudolf Jugert, sorti en 1964.

## Synopsis
Le film s'intéresse à la résistance allemande au nazisme.

## Fiche technique
- Titre : Kennwort… Reiher
- Réalisation : Rudolf Jugert
- Scénario : Herbert Reinecker d'après le roman Le Passage (The River Line) de Charles Morgan
- Musique : Rolf A. Wilhelm
- Photographie : Hans Jura et Wolf Wirth
- Montage : Heidi Genée
- Société de production : Filmaufbau, Franz Seitz Filmproduktion et Independent Film
- Pays :  Allemagne de l'Ouest
- Genre : Drame et guerre
- Durée : 95 minutes
- Dates de sortie : 
  -  Allemagne de l'Ouest : 27 mars 1964

## Distribution
- Peter van Eyck : le Héron
- Marie Versini : Marie
- Walter Rilla : Pierre, le père de Marie
- Fritz Wepper : Philip
- Charlie Hickman : Frewers
- Geoffrey Toone : Julian
- Max Haufler : Dubois, le magasinier
- Werner Lieven : le pasteur
- Jean Launay : Lebrun, le professeur
- Dany Mann : fille de Mme Claire
- Monique Ahrens : fille de Mme Claire
- Elfriede Kuzmany : Mme Claire
- Thomas Margulies : Jean, le petit garçon

## Distinctions
Le film a été nommé pour sept Deutscher Filmpreis et en a remporté quatre : Meilleur film, Meilleur acteur pour Fritz Wepper, Meilleure photographie et Meilleurs décors.